# التهاب البطانة
التهاب البطانة هو استجابة مناعية داخل البطانة الغشائية في الأوعية الدموية، والتي تصبح ملتهبة. يمكن أن تتسبب الحالة في حدوث وذمة الأنسجة المحيطة بها، بما في ذلك اللُّحْمَة، ويمكن أن تسبب التهابًا وألمًا. إذا كان داخل القرنية، يمكن أن يؤدي إلى فقدان دائم للرؤية. يمكن أن يكون سبب هذه الحالة عددًا من العوامل، مثل النكاف والفيروس المضخم للخلايا في ظروف معينة.